# Le Brouilh-Monbert
Le Brouilh-Monbert település Franciaországban, Gers megyében. Lakosainak száma 236 fő (2022. január 1.). Le Brouilh-Monbert Barran, Biran, Mirannes és Riguepeu községekkel határos.

## Népesség
A település népességének változása:
| Lakosok száma | 160  | 202  | 207  | 253  | 216  | 223  | 228  | 249  | 244  | 236  |
|               | 1968 | 1982 | 1990 | 2006 | 2013 | 2015 | 2017 | 2019 | 2020 | 2022 |